# Horti Lolliani
De Horti Lolliani (Nederlands:Tuinen van Lollia) waren de privé-tuinen van Lollia Paulina in het oude Rome.
De tuinen lagen op de heuvel Esquilijn en waren eigendom van Lollia Paulina, die in het jaar 38 korte tijd getrouwd was met keizer Caligula. Nadat ze van hem scheidde werd ze beschouwd als huwelijkskandidaat voor de nieuwe keizer Claudius en werd daarmee de rivale van Julia Agrippina de jongere. Agrippina beschuldigde Paulina in 49 van zwarte magie waarop ze gedwongen werd Rome te verlaten. Haar eigendommen, waaronder de tuinen, werden daarop door de keizer in beslag genomen.
In 1883 werden twee cippi (grensstenen) opgegraven bij de Villa Peretti en de Piazza dei Cinquecento voor het Stazione Termini. Uit de inscripties blijkt dat zij de grenzen van het domein van de Horti Lolliani aangeven, die zich dus in deze omgeving bevonden.

## Referentie
- F. Coarelli, Rome and environs - an archeological guide, Berkeley 2007. pp. 252.ISBN 9780520079618
- L. Richardson, jr, A New Topographical Dictionary of Ancient Rome, Baltimore - London 1992. pp. 199-200. ISBN 0801843006